# Razbor, Šentjur
Razbor este o localitate din comuna Šentjur, Slovenia, cu o populație de 168 de locuitori.